# Кајл Скот
Кајл Рандолф Скот (рођ. 1957) амерички је дипломата Више иностране службе Сједињених Држава и бивши амбасадор САД у Србији.

## Образовање
Скот је похађао Државни универзитет у Аризони, где је и дипломирао на смеру немачки језик и књижевност. На факултету је такође учио и руски језик. Након тога је уписао Факултет глобалне управе Тандерберд, где је студирао међународно пословање и финансије.

## Рад
Скоту је Државни секретаријат САД у почетку одредио дипломатске послове у државама као што су Хрватска, Израел и Швајцарска. 1994. године, Скот је био компањон државне безбедности на Хуверовском институту у оквиру Универзитета у Станфорду. Скот је био политички саветник у оквиру америчких амбасада у Москви и Будимпешти у другој половини 1990-их година.
Године 2003., Скот је био политички представник и саветник у оквиру представништва САД у Европској унији. Године 2005, одређен је за потпредседника председништва у Организацији за европску безбедност и сарадњу, чије седиште је у Бечу.
Скот се вратио у Вашингтон 2009. године када је изабран за директора Канцеларије за односе са Руском федерацијом у оквиру Бироа за односе са Европом и Евроазијом. За време његовог мандата, Сједињене Државе и Русија су сарађивале у вези проблема везаних за Иран и започета је сарадња везана за склапање Новог стратешког уговора везаног за смањење наоружања (тзв. Нови почетак), споразум који за циљ има смањење количине нуклеарног наоружања, лансирних уређаја и већих бомбардера.
Након тога, од 2011. до 2014, Скот је био генерални конзул у Милану. Године 2014, Државни Секретаријат га је изабрао за вишег компањона у оквиру Фонда „Џерман Маршал”.
Председник САД, Барак Обама, номиновао је Скота за амбасадора САД у Србији на дан 15. септембар 2015. године. Скот је сведочио пред Комитетом Сената за иностране послове 2. децембра 2015.

## Приватни живот
Скот је ожењен и има двоје деце. Говори енглески, руски, немачки, италијански, српскохрватски, мађарски, француски и хебрејски језик.

## Занимљивости у вези презимена
Након именовања амбасадора Скота на дужност, амбасада је одлучила да му презиме транскрибује у Скат, чиме би избегла многе непријатне изјаве у вези са његовим презименом које се у српском језику уз ту реч извргавају руглу.